# 동의중학교
동의중학교(東義中學校)는 대한민국 부산광역시 부산진구 전포동에 있는 사립 중학교이다.

## 학교 연혁
- 1966년 11월 17일 : 동의중학교 인가, 각 학년 4학급 (12학급)
- 1967년 1월 14일 : 학급 증설 인가, 각 학년 8학급 (24학급)
- 1967년 1월 21일 : 초대 조윤제 교장 취임
- 1967년 3월 1일 : 개교
- 1967년 3월 7일 : 제1회 입학식(8학급 480명)
- 1970년 1월 14일 : 제1회 졸업식(472명)
- 1997년 10월 1일 : 역도부 창단
- 2004년 10월 15일 : 뜻세움 도서관 개관
- 2011년 3월 2일 : 복지실(행복나눔터) 신설
- 2017년 8월 30일 : 구송관(다목적실) 완공
- 2017년 11월 1일 : 무한상상실과 창의공작실 구축
- 2022년 2월 8일 : 제53회 졸업식(88명) 총 졸업생 수 22,072명
- 2024년 1월 12일 : 제5대 김인도 이사장 취임
- 2024년 9월 1일 : 제16대 교장 이창형 취임
- 2025년 3월 4일 : 제59회 신입생 입학(134명)

## 참고 자료
- 동의중학교 - 한국교육학술정보원 학교알리미